# もうバイバイ
「もうバイバイ」は、日本のヒップホップユニットHilcrhymeが2009年（平成21年）12月2日に発売した通算3枚目のメジャーシングルである。メジャーデビュー前の2008年（平成20年）7月23日にも、インディーズから発売された。CDリリースに先駆け2009年11月11日に着うたが配信された。

## 概要
インディーズ盤は、HMVジャパニーズヒップホップ、レゲエ部門のマキシシングル予約ランキングで1位獲得。オリコン・インディーズ・チャートでは4位を記録。またインディーズ盤には「もうバイバイ」のミュージックビデオがエンハンスド仕様で収録されており、同ミュージックビデオのYouTubeでの再生回数が10万回を超えた。
恋人との出会いから別れまでを綴った歌詞となっている。

## 収録曲

### インディーズ盤
1. もうバイバイ
2. LAMP LIGHT
3. 純也と真菜実
4. もうバイバイ（ミュージックビデオ）

さらに限定で、DJ KATSU Remix CDが付属していた。

### メジャー盤
1. もうバイバイ（作詞：TOC、作曲：DJ KATSU、編曲：Hilcrhyme）　（4：35）
  - TBS系 『CDTV』2009年12月度オープニングテーマ
  - 「レコチョク」TVCM
  - 全国ネット『Music B.B.』2009年12月度エンディングテーマ
  - 毎日放送『MUSIC EDGE + Osaka Style』2009年12月度エンディングテーマ
2. East Area（作詞：TOC、作曲：DJ KATSU、編曲：Hilcrhyme）　（3：26）